# Crataegus gracilior
Crataegus gracilior là loài thực vật có hoa trong họ Hoa hồng. Loài này được J.B. Phipps mô tả khoa học đầu tiên năm 1997.